# Grand Prix de Ouest-France 1999
Il Grand Prix de Ouest-France 1999, sessantatreesima edizione della corsa, si svolse il 29 agosto 1999 su un percorso totale di 209 km. Fu vinta dal francese Christophe Mengin che terminò la gara in 4h46'26".
All'arrivo 50 ciclisti portarono a termine il percorso.

## Ordine d'arrivo (Top 10)
| Pos. | Corridore           | Squadra         | Tempo    |
| ---- | ------------------- | --------------- | -------- |
| 1    | Christophe Mengin   | F. des Jeux     | 4h46'26" |
| 2    | Markus Zberg        | Rabobank        | s.t.     |
| 3    | Sergej Ivanov       | TVM             | a 6"     |
| 4    | Alberto Elli        | Deutsche Tel.   | s.t.     |
| 5    | Lauri Aus           | Casino          | s.t.     |
| 6    | Andrej Čmil         | Lotto-Mobistar  | s.t.     |
| 7    | Paolo Bettini       | Mapei           | s.t.     |
| 8    | Cédric Vasseur      | Crédit Agricole | s.t.     |
| 9    | Frank Vandenbroucke | Cofidis         | s.t.     |
| 10   | Geert Verheyen      | Lotto-Mobistar  | s.t.     |